# Селивановский, Семён Иоанникиевич
Семён Иоанни́киевич Селивано́вский (10 апреля 1772, село Дединово, Коломенский уезд, Московская губерния — 7 июня 1835, Москва) — в первой четверти XIX века являлся одним из крупнейших типографов и книгоиздателей Москвы.
Селивановский печатал первое издание «Слова о полку Игореве» и произведения современных ему авторов: Карамзина, Жуковского и др. В 1825 г. начал выпуск Полной Русской энциклопедии в 45 томах, но вышло только три тома, так как издание было приостановлено из-за расследования событий 14 декабря 1825 года и возможной причастности к ним самого Селивановского.
Деятельность С. И. Селивановского оставила заметный след в истории российского книгопечатания XIX века.

## Биография
Семён Иоанникиевич Селивановский родился 10 апреля 1772 года в семье крепостных крестьян в селе Дединово на Оке, принадлежавшем генералу М. Л. Измайлову. В 1785 году поступил в ученики в московскую типографию, принадлежавшую его дяде М. П. Пономарёву.
В 1789 году уехал в Петербург совершенствоваться в печатной и словолитейной профессиях.
С 1793 г. начал самостоятельное дело, заключив договор о содержании типографии московского книготорговца Завьялова. До 1797 г. в типографии было издано более 60 книг, составителем или редактором нескольких из них был сам Селивановский.
Получил вольную 15 января 1797 года и вскоре был зачислен в купцы 3-й гильдии.
В 1796 году указом Екатерины II были упразднены частные типографии, и в 1797 году Селивановский по приглашению адмирала М. С. Мордвинова уехал в Николаев на должность смотрителя Черноморской Адмиралтейской типографии.

### До 1825 года
В 1800 году берёт в аренду в Москве находившуюся в расстройстве Сенатскую типографию и с успехом завершает начатое там первое издание «Слова о полку Игореве» — при нём были напечатаны 1200 экземпляров «Слова» под названием «Ироическая песнь о походе на половцев удельного князя новагорода-северского Игоря Святославича, писанная старинным русским языком в исходе XII столетия с переложением на употребляемое ныне наречие».
В 1802 году, когда Александр I вновь разрешил «вольные» типографии, Селивановский, не оставляя Сенатской типографии, открыл ещё и собственное дело. Его типография размещалась в здании на углу Большой Дмитровки и Столешникова переулка.
31 января 1805 года Селивановский женился на Екатерине Фёдоровне Шишкиной. 25 ноября у них родился сын Николай.
Ценивший книгу и её роль в общественной жизни типограф превратил своё заведение в одно из лучших в Москве. С 1807 года при типографии открылась библиотека, в которой, кроме новых изданий, были произведения Ломоносова, Новикова, Крылова, французских просветителей.
Типография не прекращала работать до вступления Наполеона в Москву в 1812 году: за три дня до этого в ней было напечатано воззвание генерал-губернатора Ф. В. Ростопчина к горожанам с призывом к борьбе с французами. После московского пожара Селивановский издаёт книги по собственному выбору, принимает заказы авторов или других издателей. Как издатель, он придавал большое значение оформлению книг, подбору шрифтов, виньеток.
В «Типографии Селивановского» печатались Н. М. Карамзин, К. Ф. Рылеев, И. И. Дмитриев, Д. В. Давыдов, Ф. и С. Н. Глинки, П. Я. Яковлев, Д. В. Веневитинов, В. А. Жуковский, А. Ф. Мерзляков, А. Ф. Вельтман, А. А. Бестужев-Марлинский, В. В. Пассек, К. Ф. Калайдович, Н. Д. Иванчин-Писарев. Значительное место в перечне изданий Селивановского занимали журналы и альманахи («Пантеон российских авторов», «Енисейский альманах», «Утренняя звезда», «Муза новейших российских стихотворцев»). Издавались и книги иностранных авторов: Ж.-Ж. Руссо, Вольтера и др.
Качество изданий типографии и обязательность её хозяина в исполнении заказов привлекали к нему самых взыскательных клиентов.
В 1803—1815 годах в типографии Селивановского было напечатано собрание сочинений Н. М. Карамзина в 11 томах. В 1816 году коллекционер древнерусских рукописей граф Н. П. Румянцев поручил ему продолжить публикацию (со второго тома) «Собрания Государственных Грамот и Договоров, хранящихся в Государственной Коллегии Иностранных Дел» и ряда исследований. Селивановский напечатал и описание рукописей и старопечатных книг из собрания Ф. А. Толстого. Его исторические издания отличались художественностью факсимиле и специальных шрифтов, имитирующих рукописи.
В 1820 году для Вольного общества любителей российской словесности, членами которого состояло немало будущих декабристов, для школ взаимного обучения в типографии были напечатаны «Таблицы букв, складов отдельных слов и чтения». Вскоре весь тираж издания «по высочайшему повелению» был сожжён.
Участники тайных обществ первой четверти XIX века, изучавшие произведения французских просветителей, обращали внимание на издателей этих сочинений в России. Так в их поле зрения попал и московский книгоиздатель — купец второй гильдии С. И. Селивановский.

### После 1825 года

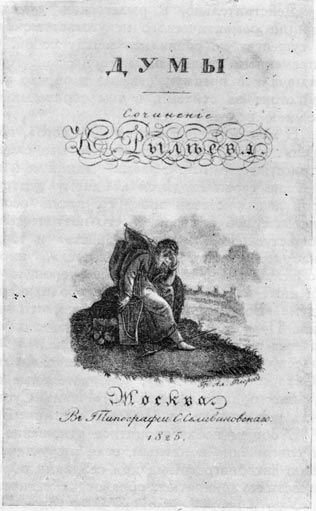
Титульный лист сборника стихотворений К. Ф. Рылеева «Думы», отпечатанного в московской типографии С. Селивановского в 1825 году

В 1824 году типограф через действовавшего по просьбе автора П. А. Муханова получил предложение напечатать отдельными книжками произведения К. Ф. Рылеева «Думы» и «Войнаровского». После знакомства с издателем, Рылеев в январе 1825 г. писал в Москву: «Прошу сказать моё истинное почтение г. Селивановскому. Он у меня из головы не выходит. Истинно почтенный человек!».
После 14 декабря 1825 года среди арестованных оказались и знакомые лично с ним и с его книгоиздательской деятельностью. Имя Селивановского было упомянуто в показаниях В. И. Штейнгеля от 30 апреля 1826 года по поводу обсуждения с Рылеевым возможного приёма в члены общества представителей купечества:
…Селивановский — известный типографщик — преобразованнее других, но, впрочем, он не капиталист, а притом и без приёма в обществе содействует оному изданием книг, к распространению свободных понятий служащих».
Штейнгель упомянул, что издатель поддерживал дружеские отношения с киевским митрополитом Евгением и советовался с ним о возможности издания в России «Энциклопедического словаря», а также пересказал мнение Селивановского о том, что в московском Училище сельского домоводства дети крепостных воспитываются так, «чтобы они восчувствовали необходимость и цену свободы». В комментариях к выписке из показаний Штейнгеля председатель Следственного комитета А. И. Татищев написал: «Комитет из сего изволит заметить, что люди всех состояний стремятся теперь к одному предмету и что без всякого общества существует особенная связь и сношение между свободомыслящими».
Уже 10 мая 1826 года в доме Селивановского был проведён обыск.
В результате у него были изъяты все материалы затеянного с 1821 года издания Полной русской энциклопедии в 45 томах, а также одобренные Цензурным Комитетом Императорского Московского Университета и уже отпечатанные первые три тома. Одним из авторов статей энциклопедии был В. К. Кюхельбекер. Следственный комитет не обнаружил в отобранных у Селивановского бумагах ничего подозрительного и положил «возвратить все сии бумаги и книги к московскому генерал-губернатору».
К сожалению, Селивановскому, уже печатавшему в 1818 году первую русскую военную энциклопедию — «Военный словарь» С. А. Тучкова, завершить издание не удалось. Московский генерал-губернатор Д. В. Голицын приказал держать издателя под тайным надзором полиции, а печатание энциклопедии остановить.
Селивановский с заинтересованностью относился к развитию типографского дела в удалённых от столиц городах России. Организованная им словолитня обеспечивала шрифтами и другие типографии.
В 1826 году оренбургский генерал-губернатор П. К. Эссен, не зная, что после восстания на Сенатской площади Селивановский, подозреваемый в содействии декабристам, находился под следствием, обратился к нему за помощью в оборудовании типографии Оренбургского отдельного корпуса. По заключённому контракту в город прибыли подводы с печатным станом, сорока пятью пудами различных шрифтов, запасом типографской краски и бумаги. Селивановский прислал также «типографского мастера из свободных московского мещанина Гончарной слободы Алексея Петрова Новикова». В договоре с Новиковым указано, что быть ему «при типографии в должности наборщика на 1 год с положением платы по 400 рублей государственными ассигнациями; выходить на работу в 7 часов утра и уходить в 7 часов вечера; учить учеников типографскому искусству». 10 мая 1827 года типография уже начала работать.

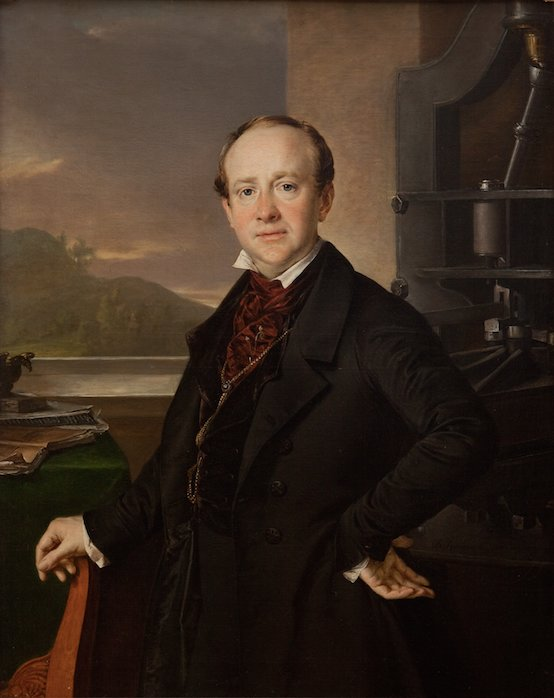
Николай Семёнович Селивановский

Умер 7 июня 1835 года. Похоронен в Симонове монастыре рядом с Д. В. Веневитиновым.
В перечне книг, выпущенных типографом С. И. Селивановским в 1801—1835 годах, насчитывается 927 наименований. Митрополит Евгений (Болховитинов), который когда-то вместе с бывшим крепостным служил корректором в типографии М. П. Пономарёва, 30 марта 1829 года писал известному издателю, что теперь «у вас самих такая типография, какой и немцы не устроят, и вам завидовать некому при всем вашем пристрастии к сему художеству».
После смерти Селивановского типография перешла к его сыну Николаю и просуществовала до 1859 года.